# Улед Саид
Улед Саид, или книжовно Улад Саид (на арабски: أولاد السعيد), е село в Алжир, област Адрар, околия Тимимун, община Улед Саид, административен център на едноименната община (с общо 14 села).
Според класификацията на алжирската Национална служба по статистика селището е полуселска агломерация (подобно на термина селище от селски тип) с 3357 жители при общо население на общината от 8219 души според преброяването от 14.04.2008 г.
Разположено е в едноименен оазис в северната част на Алжирска Сахара. Оазисът е плодороден и има постоянни жители, занимаващи се със земеделие. Най-високите дневни температури надвишават 49 градуса, а най-ниските температури нощем падат под -10 градуса.
Земята е плодовита на грозде, смокини, праскови, портокали и много палми, най-ценният вид от които е финиковата палма.